# Recinte emmurallat de Berfull
El Recinte emmurallat de Berfull, es troba al municipi de Rafelguaraf, a la comarca de la Ribera Alta, de la província de València. Està catalogat com a Bé d'interès cultural, amb número d'anotació ministerial: RI-51-0010807, i data d'anotació 17 de juny de 2002.

## Història
L'any 1348, segons consta en el privilegi atorgat a Jaume Esplugues, Senyor de La Pobla Llarga, pel Rei Pere IV d'Aragó, concedit a Sagunt, sent aquesta la primera referència documentada del poblat de Berfull. Més tard va pertànyer a l'Ènova fins a 1574. Com va passar en altres zones, després de l'expulsió dels moriscos va ser repoblat i hi ha referències que en 1732 en l'annex de Berfull existia una ermita dedicada a Sant Antoni de Pàdua. Més tard, va ser senyoriu de la família Dassió o Deci. arribant a ser municipi independent, per acabar agregant-se a Rafelguaraf per Reial Ordre de 24 de juny de 1846.
Segons apareix en el Diccionari de D. Pascual Madoz Ibáñez de 1849 s'assenyala que aquest poble va ser del senyoriu particular de D. Vicente Rodrigo de València i que la seva església va estar dedicada als Sants de la Pedra, Sant Abdó i Sant Senén, en canvi, posteriorment, Sanchís Sivera diu que l'església es troba dedicada a la Puríssima Concepció.
El poblat en el passat segle xx, disposava d'un terme de més de cinc-centes hectàrees, propietat d'una família de la noblesa Valenciana. Les cases i terres les cedien en arrendament als habitants de Berfull que van arribar a tenir 125 habitants empadronats. Del cultiu de l'arròs aviat es va passar a la transformació de la terra en tarongerars. En els anys setanta, amb el progrés, els seus habitants van anar abandonant Berfull a la recerca de poblacions amb més serveis. El 2010, els propietaris van cedir el poblat de Berfull al municipi de Rafelguaraf.

## Descripció
Es tracta d'un antic poblat morisc emmurallat. Les muralles (que van poder aixecar entre els segles XVI - xvii), envolten tot el poblat i serveixen de tancament als patis posteriors dels habitatges que conformen el conjunt arquitectònic. Organitzat entorn d'un carrer central a la qual reverteixen les dues illes paral·leles que el constitueixen. L'accés es troba a l'extrem sud-est del carrer central, es realitza a través d'un arc de mig punt de carreus adovellats, l'"Arc de Berfull ", sobre aquest, la muralla es troba coronada per merlets de maó. La resta de la muralla és de maçoneria. Entre els edificis, d'arquitectura popular, es troba una ermita i l'antiga casa de la Senyoria, la qual té en la façana principal, sobre la porta, un escut nobiliari.

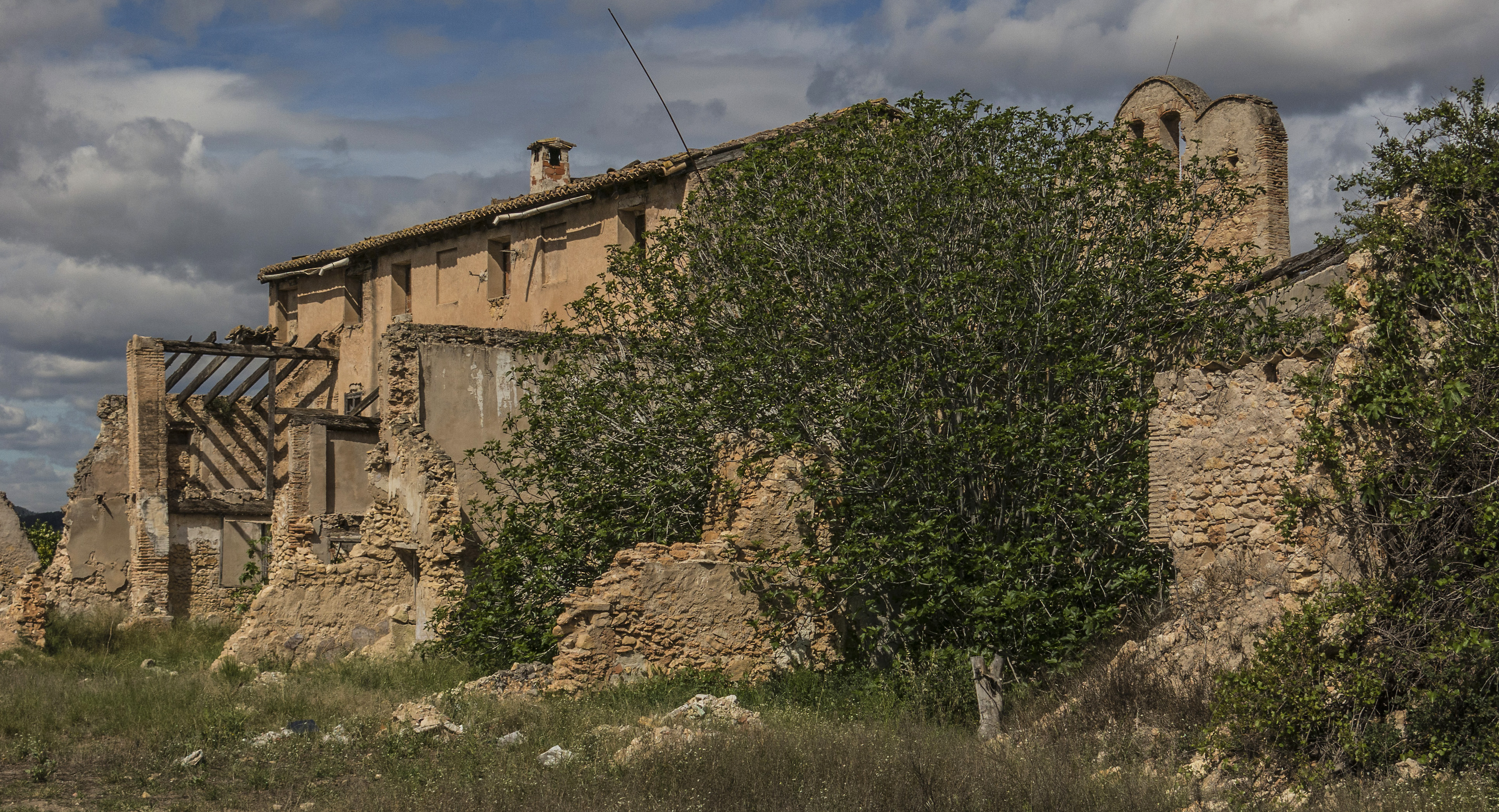
Restes de Berfull
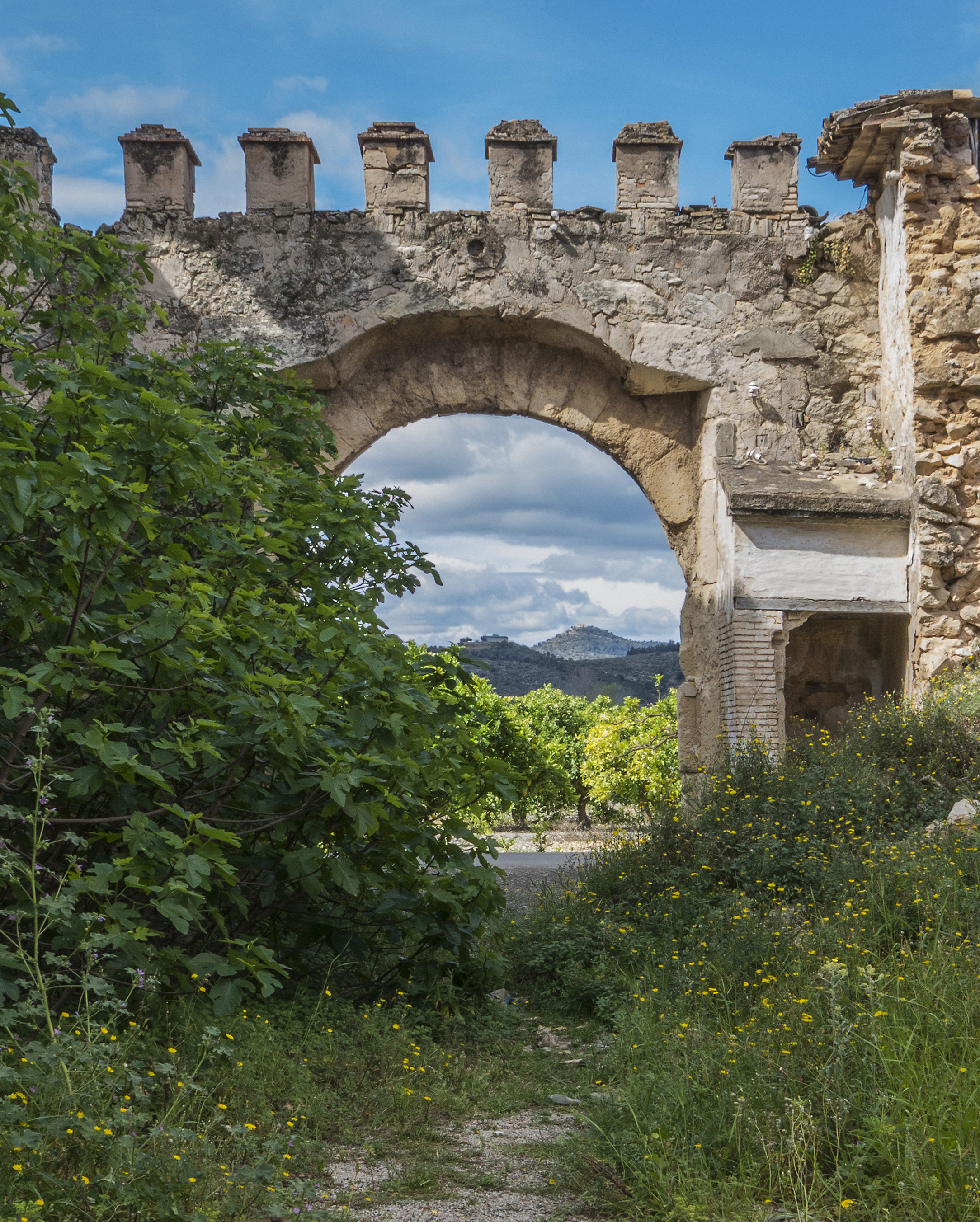
Arc
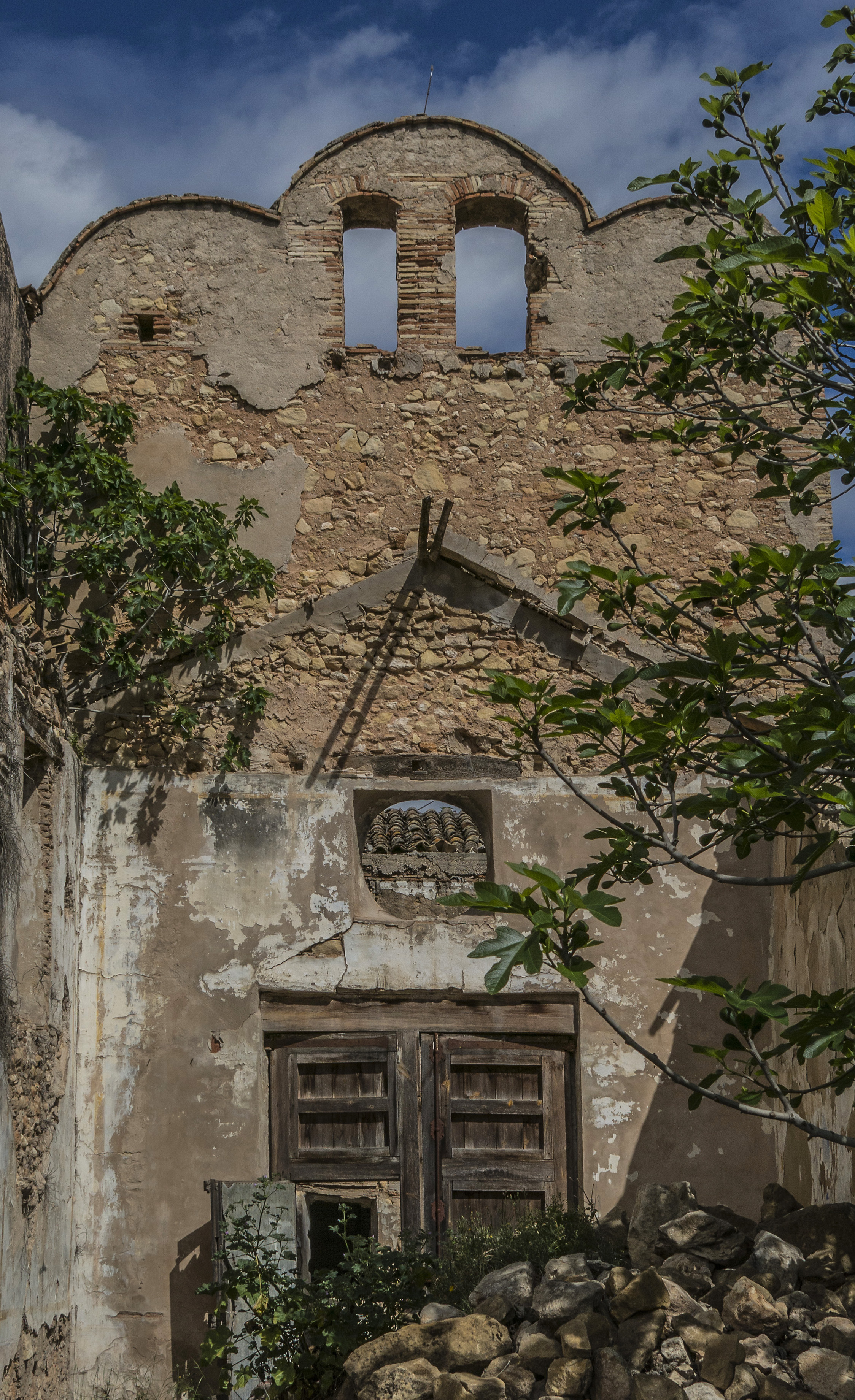
Restes de l'església
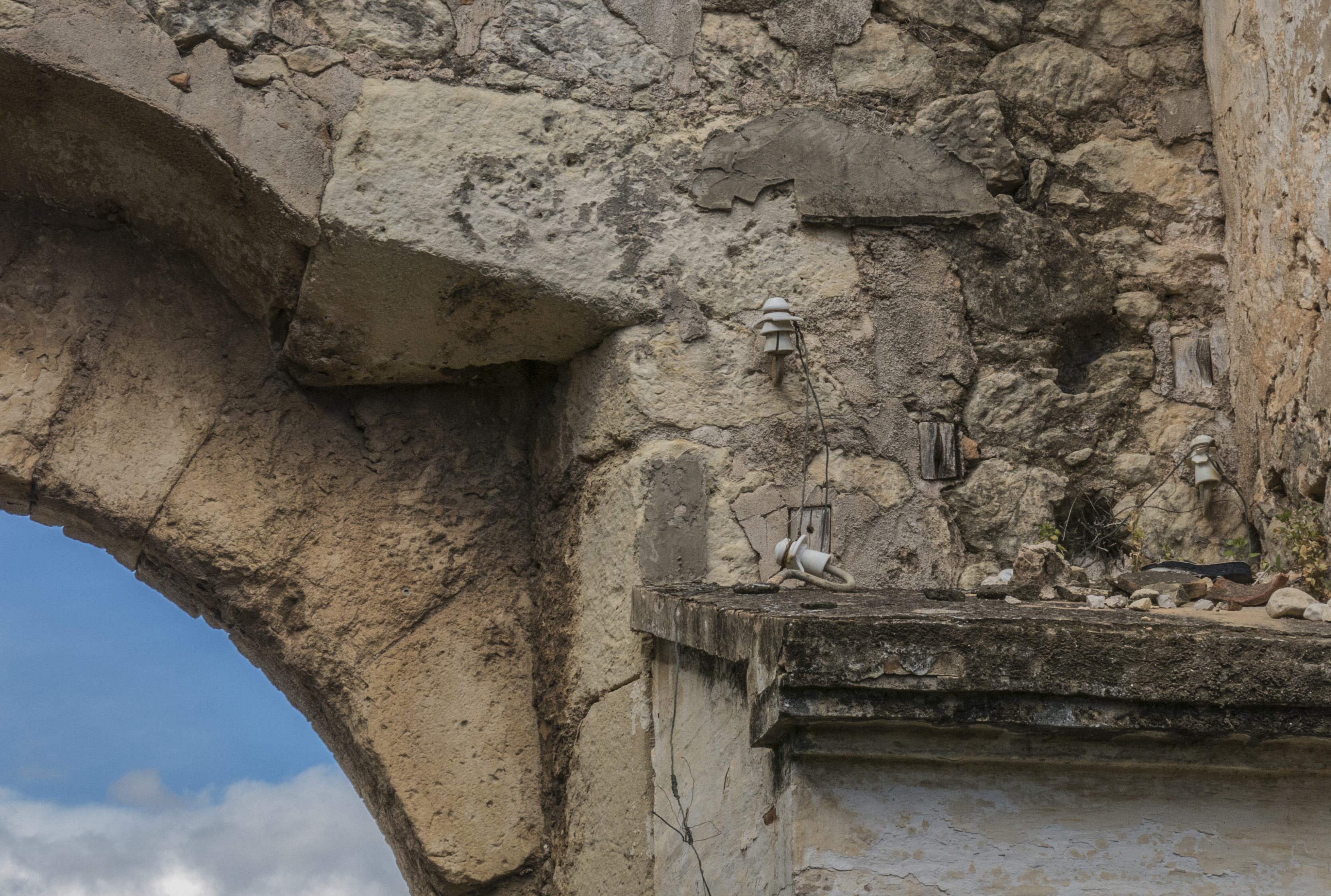
Detall